# جام ملت‌های آسیای مرکزی
مسابقات قهرمانی فوتبال آسیای مرکزی (به انگلیسی: CAFA Nations Cup) یک رویداد منطقه‌ای فوتبال است که در منطقه آسیای مرکزی بین تیم‌های ملی فوتبال مردان عضو فدراسیون فوتبال آسیای مرکزی برگزار می‌شود. اولین دوره این رقابت‌ها در سال ۲۰۲۳ میلادی به میزبانی ازبکستان و قرقیزستان برگزار شد.

## تاریخچه
در ابتدا قرار بود نخستین دوره این مسابقات به‌میزبانی تاشکند ازبکستان در اکتبر ۲۰۱۸ برگزار شود، اما برگزار نشد.
در مارس ۲۰۲۳، اعلام شد که نخستین دوره مسابقات در ژوئن ۲۰۲۳ در تاشکند و بیشکک با حضور شش تیم عضو، به‌همراه دو تیم مهمان دعوت شده؛ روسیه و یک تیم آسیایی نامشخص آغاز خواهد شد. با این حال، برگزاری اولین دوره این مسابقات پس از آن که در اوایل آوریل ۲۰۲۳ گزارش شد که ایران، ازبکستان، روسیه و عراق می‌خواهند در یک رقابت چهارجانبه مشترک در ژوئن ۲۰۲۳ شرکت کنند، دوباره در هاله‌ای از ابهام قرار گرفت.
در ۱۵ آوریل، گزارش شد که روسیه از شرکت در این مسابقات خودداری می‌کند، اما برگزارکنندگان اصرار داشتند که هنوز در حال مذاکره با روس‌ها برای حضور آنها هستند. در ۱۸ آوریل، اعلام شد که ایران در کنار دیگر تیم‌های عضو یعنی تاجیکستان، ازبکستان، قرقیزستان، ترکمنستان، و افغانستان و همچنین روسیه و یک کشور آسیایی دیگر در اولین مسابقات قهرمانی آسیای مرکزی شرکت خواهد کرد. همچینین اعلام شد که مسابقات در ماه ژوئن در تاشکند و بیشکک میزبانی می‌شود. روز بعد، ۱۹ آوریل، مشخص شد که روسیه از مسابقات خارج شده‌است. در ۲۴ آوریل، پس از اینکه تایلند از حضور در مسابقات انصراف داد، عمان به‌عنوان تیم مهمان دعوت شد.

## نتایج
| دوره | سال  | میزبان(ها)           |         | قهرمان                   | نتیجه و محل برگزاری | نایب قهرمان |                                   | سوم         | نتیجه و محل برگزاری | چهارم |  | تیم‌ها (تعداد) |
| ۱    | ۲۰۲۳ | قرقیزستان · ازبکستان | · ایران | ۱–۰ ملی استادیوم، تاشکند | · ازبکستان          | · عمان      | ۱–۰ ورزشگاه مرکزی پخته‌کار، تاشکند | · قرقیزستان | ۷                   |       |  |               |

## جوایز

### سرمربی برنده
| سال  | تیم   | سرمربی        |
| ---- | ----- | ------------- |
| ۲۰۲۳ | ایران | امیر قلعه‌نویی |

### ارزشمندترین بازیکن
| سال  | بازیکن(ها) |
| ---- | ---------- |
| ۲۰۲۳ | مهدی طارمی |

### بهترین گلزن
| سال  | بازیکن     | گلها |
| ---- | ---------- | ---- |
| ۲۰۲۳ | مهدی طارمی | ۶    |

### بهترین دروازه‌بان
| سال  | دروازه‌بان       |
| ---- | --------------- |
| ۲۰۲۳ | علیرضا بیرانوند |

### جایزه بازی جوانمردانه
| سال  | تیم   |
| ---- | ----- |
| ۲۰۲۳ | ایران |